# Palmira Arcarons i Oferil
Palmira Arcarons i Oferil (Sant Vicenç de Torelló, Osona, 6 d'abril de 1962) és una geògrafa, historiadora, treballadora social, gerenta i política catalana, diputada al Parlament de Catalunya en la VIII Legislatura.

## Biografia
Llicenciada en Geografia i Història, diplomada en Treball social i diplomada en Funció gerencial a les administracions públiques per ESADE. Ha fet un màster en Gestió cultural i un potsgrau en Govern local a la Universitat de Barcelona.
Ha treballat com a educadora a la Mancomunitat per a l'Atenció de les Persones amb Disminució Psíquica, a Vilanova i la Geltrú. Va ser coordinadora de Cultura i Joventut a l'Ajuntament de Vilanova i la Geltrú (1986-1992), cap de Cultura i adjunta a la gerència del Consell Comarcal del Garraf (1992-1999). Ha estat cap del Gabinet de l'Ajuntament de Vilanova i la Geltrú del 1999 ençà.
És sòcia fundadora de l'Associació de Professionals de la Gestió Cultural de Catalunya i sòcia de Cooperacció. Fou escollida diputada a les eleccions al Parlament de Catalunya de 2006 a les llistes del PSC-PSOE.